# Christian Wurmser
Christian von Wurmser von Vendeheim, hrabia (ur. 1769 roku w Strasburgu, zm. 5 września 1844 w Wenen koło Wiednia) – urzędnik austriacki i gubernator Galicji.
Pochodził ze szwabskiej rodziny szlacheckiej. Był synem austriackiego feldmarszałka Dagoberta Sigismunda Wurmser von Vendenheim zu Sundhausen i Sophie Henrietty von und zu der Tann. On sam nie założył rodziny. Ród ten wymarł w linii męskiej 5 września 1884 roku.
Szambelan cesarski. Urzędnik austriackiej Kamery, potem  był radcą gubernium Galicji Zachodniej.  Od lipca 1806  do marca 1809 gubernator Galicji. Przewodniczący komisji podatkowej od nieruchomości i prezes Hofkommission. Pochowany 8 września 1844 roku w Wenen.